# I Am Waiting
Pistes de Aftermath
It's Not Easy
(10) Take It Or Leave It
(12)
I Am Waiting est une chanson du groupe de rock britannique The Rolling Stones parue en avril 1966 dans l'album Aftermath.

## Historique
I Am Waiting a été enregistré entre le 6 et le 9 mars 1966 aux studios RCA à Hollywood, en Californie.
Unterberger appelle I Am Waiting un « effort très étrange mais musicalement attrayant » qui est un « point culminant » avec les premiers morceaux de l'album. Janovitz loue la façon dont la chanson combine la pensée orientale qui était populaire dans la musique au milieu des années 1960 avec "l'élargissement des sons et une plus grande fidélité". Il déclare que Jagger "chante avec autorité sur la peur, la paranoïa et une partie de nos esprits fermés à une perception plus large". Hector appelle la chanson "l'une des compositions les plus extraordinaires du milieu des années 1960 du groupe". L'auteur Jim Beviglia la classe comme la 32e meilleure chanson de tous les temps des Rolling Stones, la qualifiant de "piste nostalgique et merveilleux". En 2012, les éditeurs de Rolling Stone l'ont classée n°67 de la meilleure chanson de tous les temps du groupe. En revanche, Elliott ne le considère pas comme particulièrement fort, mais déclare qu'il reflète l'attitude du groupe à l'époque de "l'art pour l'art".
La chanson apparait dans le film Rushmore de Wes Anderson permettant au public de la redécouvrir.

## Analyse artistique

### Analyse des paroles
Les paroles de la chanson sont énigmatiques qui font penser à l'univers de Bob Dylan des albums Highway 61 Revisited (1965) et Blonde On Blonde (1966). Le chanteur attend quelqu'un qui peut venir de n'importe où mais ne fournissent aucun détail sur les circonstances. Selon le critique d'Allmusic Richie Unterberger, ce n'est pas un problème car « il est plus important d'améliorer l'atmosphère mystérieuse générale que de fournir une réponse ». Le critique musical Bill Janovitz suggère que le premier couplet sonne comme si le chanteur Jagger « marche sur la pointe des pieds comme dans un jeu de cache-cache ». Janovitz suggère que le premier refrain commence à suggérer que le chanteur n'attend peut-être pas seulement une personne réelle, mais suggère plutôt "une perception qui s'approfondit... qui promet de compenser la paranoïa dans les paroles" avec les mots "Tout arrive le temps/C'est censuré de nos esprits." Le biographe des Rolling Stones, Martin Elliot, interprète le message des paroles comme "ne craignez pas la faucheuse". Cette attente tant redoutée serait la mort qui peut frapper à chaque instant, la mort que chacun essaie de refouler au plus profond de son inconscient.

### Structure musicale
I Am Waiting est une chanson sous-estimée comme tant d'autres du répertoire du groupe. La composition de la chanson montre des influences folk appalachiennes et anglaises très présentes dans plusieurs chansons de cette période du groupe,. Comme sur Lady Jane, une autre chanson d'Aftermath, le guitariste des Rolling Stones Brian Jones y joue un dulcimer, créant un atmosphère musicale proche du psychédélisme. La ligne de basse ronde, mélodique, précise, lente et "étrange" de Bill Wyman et les guitares acoustiques de Keith Richards ajoutent à l'effet,,. La chanson possède une structure inhabituelle pour l'époque, les refrains sont plus forts et plus durs que les couplets lents,. Mick Jagger offre une interprétation tout en nuance de son texte ce qui accentue le climat obscur des paroles.
Selon Janovitz, les refrains plus durs permettent à Jagger d'« évacuer la frustration » qui s'est accumulée à travers les couplets. L'auteur James Hector remarque que cela permet à la chanson de « [souffler] le chaud et le froid avec une subtilité remarquable » et le biographe des Rolling Stones Steve Appleford déclare que les éruptions dans les refrains produisent un « excellent effet mélodramatique » et permet à la musique pop des couplets de « exploser en moments de nostalgie »,.